# Microincapsulazione
La microincapsulazione è un processo in cui minuscole particelle o gocce sono circondate da un rivestimento per fare piccole capsule con molte proprietà utili. In generale è usato per incorporare ingredienti, enzimi, cellule o altri materiali su una scala micrometrica. La microincapsulazione può anche essere usata per racchiudere solidi, liquidi o gas all'interno di una parete micrometrica realizzata con film duro o morbido solubile, per ridurre la frequenza di dosaggio e prevenire il degrado dei farmaci. In una forma relativamente semplice una microcapsula è una piccola sfera con una membrana uniforme attorno ad essa. Il materiale all'interno della microcapsula è indicato come il nucleo, la fase interna o il riempimento. Alcuni materiali come i lipidi e polimeri, come alginato, possono essere usati come una miscela per intrappolare il materiale di interesse all'interno. La maggior parte delle microcapsule ha pori con diametro tra pochi micrometri e pochi millimetri. I materiali di rivestimento generalmente utilizzati sono:
- Etilcellulosa
- Alcool polivinilico
- Gelatina
- Alginato di sodio

La definizione è stata ampliata e include la maggior parte degli alimenti, in cui l'incapsulamento di aromi è il più comune. La tecnica della microincapsulazione dipende dalle proprietà fisiche e chimiche del materiale da incapsulare.
Molte microcapsule tuttavia hanno poca somiglianza con queste semplici sfere. Il nucleo può essere un cristallo, una particella frastagliata assorbente, una emulsione, una emulsione Pickering, una sospensione di solidi o una sospensione di microcapsule più piccole. La microcapsula può anche avere più muri.

## Ragioni per l'incapsulamento
Le ragioni della microincapsulazione sono innumerevoli. Viene utilizzato principalmente per aumentare la stabilità e la durata del prodotto che viene incapsulato, facilitare la manipolazione del prodotto e controllarne la liberazione in un tempo e uno spazio adeguati. In alcuni casi, il nucleo deve essere isolato dall'ambiente circostante, come nell'isolamento di vitamine dagli effetti deterioranti di ossigeno, ritardare l'evaporazione di un nucleo volatile, migliorando le proprietà di manipolazione di un materiale appiccicoso, o isolando un nucleo reattivo da un attacco chimico. In altri casi, l'obiettivo non è isolare completamente il nucleo ma controllare la velocità con cui lascia la microcapsula, come nel rilascio controllato di farmaci, probiotici o pesticidi. Il problema può essere semplice, come mascherare gusto o odore del nucleo, o complesso come aumentare la selettività di un processo di assorbimento o di estrazione. In scienze ambientali, un antiparassitario può essere microincapsulato per minimizzare i rischi di lisciviazione o volatilizzazione.

## Tecniche per fabbricare microcapsule

### Metodi fisici

#### Pan coating
Questo processo ampiamente utilizzato nel industria farmaceutica, è la procedura industriale più antica per la formatura di piccole particelle o compresse rivestite. Le particelle sono precipitate in una padella o altro dispositivo.

#### Estrusione centrifugale
I liquidi sono incapsulati da una testa rotante contenente ugelli concentrici. In questo processo un getto di liquido di nucleo è circondato da una guaina di soluzione di parete o fusione.

#### Ugello vibrazionale
L'incapsulamento del guscio-nucleo o la microgranulazione (incapsulamento della matrice) possono essere eseguiti utilizzando un flusso laminare attraverso un ugello e una vibrazione aggiuntiva dell'ugello o del liquido. La vibrazione deve essere eseguita in risonanza con instabilità di Rayleigh-Plateau e porta a goccioline molto uniformi. Il liquido può essere costituito da liquidi con viscosità limitata (0-10000 mPa · s hanno dimostrato di funzionare), ad es. soluzioni, emulsioni, sospensioni, fusioni, ecc. La saldatura può essere eseguita secondo il sistema di gelificazione usato con una gelificazione interna (ad esempio lavorazione sol-gel, fusione) o esterna (sistema legante aggiuntivo, ad esempio in una sospensione). Il processo funziona molto bene per generare goccioline tra 20–10 000 μm (0,79–393,70 millesimi di pollice), sono note applicazioni per goccioline sempre più piccole. Le unità sono impiegate in industrie e ricerche per lo più con capacità di 1–20000 kg all'ora (2–44000 lb/h) a temperature di lavoro di 20–1 500 °C (68–2 732 °F) (temperatura ambiente fino al silicio fuso). Le teste sono disponibili da uno a diverse centinaia di migliaia di ugelli.

#### Atomizzazione
L'atomizzazione serve come tecnica di microincapsulazione quando un materiale attivo viene dissolto o sospeso in una soluzione di fusione o polimero e rimane intrappolato nella particella essiccata. I principali vantaggi sono la capacità di gestire materiali [labile] a causa del breve tempo di contatto nell'essiccatore e l'operazione è economica. Nei moderni essiccatori a spruzzo la viscosità delle soluzioni da spruzzare può raggiungere anche i 300 mPa · s. Applicando questa tecnica, insieme all'uso di diossido di carbonio supercritico, materiali sensibili come le proteine possono essere incapsulati.

### Metodi fisico-chimici

#### Gelazione ionotropica
La gelazione ionotropica si verifica quando le unità di acido urico nelle catene del polimero alginato, reticolato con cationi multivalenti. Questi possono includere calcio, zinco, ferro e alluminio.

#### Separazione fase di coacervazione
La separazione in fase di coacervazione consiste in tre fasi eseguite in continuo agitazione.
1. Formazione di tre fasi chimiche immiscibili: fase liquida del veicolo di produzione, fase materiale del nucleo e fase del materiale di rivestimento.
2. Deposizione del rivestimento: il materiale del nucleo viene disperso nella soluzione polimerica di rivestimento. Rivestimento in materiale polimerico rivestito attorno al nucleo. Deposizione del rivestimento di polimero liquido attorno al nucleo mediante polimero assorbito all'interfaccia formata tra il materiale del nucleo e la fase del veicolo.
3. Rigidizzazione del rivestimento: il materiale di rivestimento è immiscibile nella fase del veicolo e viene reso rigido. Questo viene fatto mediante tecniche termiche, di cross-linking o di dissoluzione.

### Metodi chimici

#### Policondensazione interfacciale
Nella policondensazione interfacciale, i due reagenti in policondensazione si incontrano su un'interfaccia e reagiscono rapidamente. La base di questo metodo è la classica reazione di Schotten-Baumann tra un acido cloridrico e un composto contenente un atomo di idrogeno attivo, come ammina o alcol, poliestere s, poliurea, poliuretano. Nelle giuste condizioni le sottili pareti flessibili si formano rapidamente all'interfaccia. Una soluzione del pesticida e un cloruro di diacido vengono emulsionati in acqua e viene aggiunta una soluzione acquosa contenente un'ammina e un poliisolfato polifunzionale. La base è presente per neutralizzare l'acido formatosi durante la reazione. Le pareti polimeriche condensate si formano istantaneamente all'interfaccia delle goccioline di emulsione.

#### Cross-linking interfacciale
La reticolazione interfiale è derivata dalla policondensazione interfacciale ed è stata sviluppata per evitare l'uso di diammine tossiche, per applicazioni farmaceutiche o cosmetiche. In questo metodo, il piccolo monomero bifunzionale contenente atomi di idrogeno attivo viene sostituito da un polimero biosourced, come una proteina. Quando la reazione viene eseguita all'interfaccia di un'emulsione, il cloruro acido reagisce con i vari gruppi funzionali della proteina, portando alla formazione di una membrana. Il metodo è molto versatile e le proprietà delle microcapsule (dimensioni, porosità, degradabilità, resistenza meccanica) possono essere personalizzate. Flusso di microcapsule artificiali nei canali microfluidici:

#### Polimerizzazione in situ
In alcuni processi di microincapsulazione, la polimerizzazione diretta di un singolo monomero viene effettuata sulla superficie della particella. In un processo, ad es. cellulosa le fibre sono incapsulate in polietilene mentre sono immerse nel toluene secco. I tassi di deposito usuali sono circa 0,5 µm / min. Intervalli di spessore del rivestimento 0,2–75 μm (0,0079–2,9528 millesimi di pollice). Il rivestimento è uniforme anche su proiezioni taglienti. Le microcapsule proteiche sono biocompatibili e biodegradabili e la presenza dello scheletro proteico rende la membrana più resistente ed elastica rispetto a quella ottenuta mediante policondensazione interfacciale.

#### Matrix polimerizzazione
In un certo numero di processi un materiale del nucleo è incorporato in una matrice polimerica durante la formazione delle particelle. Un metodo semplice di questo tipo è l'essiccazione a spruzzo, in cui la particella è formata per evaporazione del solvente dal materiale della matrice. Tuttavia la solidificazione della matrice può anche essere causata da un cambiamento chimico.

## Metodi e modelli di rilascio
Anche quando lo scopo di un'applicazione di microincapsulazione è l'isolamento del nucleo dall'ambiente circostante, il muro deve essere rotto al momento dell'uso. Molte pareti si rompono facilmente per pressione o sforzo di taglio, come nel caso di rottura delle particelle di colorante durante la scrittura per formare una copia. Il contenuto della capsula può essere rilasciato fondendo la parete o dissolvendola in particolari condizioni, come nel caso di un rivestimento enterico. In altri sistemi, il muro è rotto dall'azione del solvente, attacco dell'enzima, reazione chimica, idrolisi o lenta disintegrazione.
La microincapsulazione può essere utilizzata per rallentare il rilascio di un farmaco nel corpo. Ciò potrebbe consentire a una dose di rilascio controllato di sostituire diverse dosi di farmaco non incapsulato e inoltre di ridurre gli effetti collaterali tossici per alcuni farmaci prevenendo alte concentrazioni iniziali nel sangue. Di solito c'è un certo modello di rilascio desiderato. In alcuni casi, è un ordine zero, cioè la velocità di rilascio è costante. In questo caso, le microcapsule erogano una quantità fissa di farmaco al minuto o all'ora durante il periodo della loro efficacia. Questo può accadere fino a quando un serbatoio solido o un farmaco di dissoluzione viene mantenuto nella microcapsula.
Un modello di rilascio più tipico è il primo ordine in cui il tasso di decadimento diminuisce esponenzialmente con il tempo fino all'esaurimento della fonte del medicianale. In questa situazione, una quantità fissa di farmaco è in soluzione all'interno della microcapsula. La differenza di concentrazione tra l'interno e l'esterno della capsula diminuisce continuamente mentre il medicinale si diffonde.
Tuttavia ci sono alcuni altri meccanismi che possono aver luogo nella liberazione del materiale incapsulato. Questi includono, biodegradazione, pressione osmotica, diffusione, ecc. Ognuno dipenderà dalla composizione della capsula prodotta e dall'ambiente in cui si trova. Pertanto, la liberazione del materiale può essere influenzata da vari meccanismi che agiscono simultaneamente.

## Applicazioni
Le applicazioni della microincapsulazione sono numerose. Quelli indicati qui sotto sono alcuni dei più comuni.
- Adesivo
- Rivestimenti anticorrosivi
- Carta per stampa senza carbone
- E-paper o e-ink
- Olio essenziale, sapore e altri bioattivi volatili per il cibo o in additivo per mangimi
- Pesticidi[6]
- Prodotti farmaceutici, piccole molecole e recentemente anche peptidi e piccole proteine per somministrazione orale o sublinguale
- Materiale a cambiamento di fase
- Profumo in polvere
- Scratch-n-sniff
- Materiale autoriparante come nuove plastiche che possono riparare automaticamente i danni:
- Tessile
- Rilascio della temperatura (rilascio controllato) in cottura
- Termocromico coloranti
- Time release technology per farmaceutica
- Rivestimenti auto-curativi
- Protezione del DNA dalla degradazione per la tracciabilità del prodotto[7] e data storage[8]
- Protezione di composti bioattivi facilmente degradabili in condizioni ambientali normali.[9]